# Spaniotoma takahashi
Spaniotoma takahashi är en tvåvingeart som först beskrevs av Tokunaga 1939.  Spaniotoma takahashi ingår i släktet Spaniotoma och familjen fjädermyggor.
Artens utbredningsområde är Taiwan. Inga underarter finns listade i Catalogue of Life.